# 刘锋 (1964年)
刘锋（1964年8月—），中华人民共和国政治人物，籍贯湖南省衡阳市，中共党员。长期在江西省上饶市任职，之后曾担任景德镇市府、党委主要负责人，直到2024年赴省府南昌任职。

## 生平
刘锋早年在上饶师范专科学校（今上饒師範學院）中文系就读，毕业后从政，先后在上饶地区商业局、中共上饶地委办公室、地委政研室、广丰县湖丰镇等地任职，1997年11月升任中共余干县委常委、组织部部长。
2001年，他回到中共上饶市委，担任党委副秘书长、政策研究室主任，之后，他相继担任鄱阳县长、中共鄱阳县委书记。2011年，在经过上饶市委组织部提名後，转任中共玉山县委书记，并于2013年7月升任上饶市副市长。2015年8月4日，升任中共上饶市委常委、上饶经开区党工委书记。
2016年，刘锋仕途首次离开上饶市，出任中共景德镇市委常委、副市长。2017年9月，接替赴南昌任职的史文斌出任江西省景德镇市委副书记，2018年11月，升任景德镇市长。2021年3月，再度升任中共景德镇市委书记。2022年6月30日，成为中共二十大代表。2024年，不再担任景德镇市委书记，同年9月26日，退居二线，转任江西省人民代表大会财政经济委员会副主任委员。